# Полін Коллінз
Полін Коллінз (англ. Pauline Collins; нар. 3 вересня 1940, графство Девон, Англія) — британська акторка.

## Біографія
Полін Коллінз народилася в англійському місті Ексмут, графство Девон в 1940 році в родині ірландських католиків. Освіту отримала в Лондоні, де навчалася в Центральній школі мови та драми.
До 1962 року працювала вчителькою. У тому ж році дебютувала в театрі в англійському місті Віндзор в постановці «Газель на Парк-Лейн», а через три роки дебютувала в Лондоні в Вест-Енді в мюзиклі «Готель Страстоцвет».
У кіно Коллінз вперше з'явилася в 1966 році в британській картині «Секрет дівчини з млина». Найбільшої слави домоглася не в кіно, а в театрі та на телебаченні. У 1960-х вона з'явилася в серіалах «Доктор Хто», де виконала роль Саманти Бріггс, але від подальшого знімання у ньому відмовилася. «Святий», «Невигадані історії» і «Вгору і вниз по сходах», роль служниці Сари в якому принесла їй також великий успіх. В останньому з цих серіалів знімалася разом з чоловіком, актором Джоном Альдертоном, з яким в 1970 році у них був спільний телевізійний проєкт «Томас і Сара», спіноф серіалу «Вгору і вниз по сходах». У 1988 році Коллінз з'явилася в Лондоні в постановці одного актора під назвою «Ширлі Валентайн». Через рік вона знову виконала цю роль в бродвейському сиквелі та однойменній екранізації, де з'явилася оголеною. Роль в цій картині принесла їй номінації на «Оскар» і «Золотий глобус», а також премію «BAFTA». З 1989 по 1992 рік вона знімалася разом з чоловіком в драматичному телесеріалі «вічнозелених». Іншими помітними її ролями в кіно стали Джоан Бетель в «Місті задоволень» (1992) і Дейзі Друммонда в «Дорозі в рай» (1997).
Останні роки Коллінз в основному грає в театрі й працює на телебаченні, де знялася знову в серіалі «Доктор Хто» і «Холодний дім», а також в телефільмах «Чоловік і хлопчик» (2002) і «Блискучий ціанід» (2003). У 2001 році Полін Коллінз була відзначена Орденом Британської імперії.

## Фільмографія
- 2012 : «Квартет» / (Quartet) —  Сесилі «Сіссі» Робсон